# Comparateur de prix
 (septembre 2023).
 (février 2025).
Si vous disposez d'ouvrages ou d'articles de référence ou si vous connaissez des sites web de qualité traitant du thème abordé ici, merci de compléter l'article en donnant les références utiles à sa vérifiabilité et en les liant à la section « Notes et références ».
Un comparateur de prix est un service web qui permet de comparer les prix sur Internet. L'envoi d'une requête produit une réponse sous forme de liste des produits disponibles chez différents commerçants, la plupart du temps en ligne. Il existe de nombreuses versions des comparateurs de prix et ils sont particulièrement nombreux dans les pays à fort pouvoir d'achat, d'une part, et où l'offre sur Internet est pléthorique, d'autre part. Les comparateurs ont en général pour modèle de rémunération le coût par clic. Ce service est aussi bien utilisé par les commerçants pour ajuster leurs tarifs par rapport à leurs concurrents, que par le consommateur qui pratique notamment le showrooming.

## Comparaison internationale, atouts et limites
Outre la recherche de meilleurs prix sur un pays, les comparateurs de prix permettent aussi de comparer les prix d'un pays à l'autre en permettant aux consommateurs avertis de profiter encore plus intensivement de la libre circulation des marchandises pour faire jouer la concurrence (par ex. Union européenne). Cette démarche n'est pas sans risque et particulièrement dans les cas suivants :
- Erreur ou absence de livraison (recours en cas de problème)
- Non-application des lois du pays du consommateur (lois sur la protection des consommateurs, à savoir : délais de rétractation, manuels en français, matériaux et matières interdites, produits interdits, etc.)
- Respect des législations sur certains produits, ex. Redevance droits d'auteurs SORECOP, sur les supports de masse (CD vierges, disques durs, etc.), importation limitée en nombre et en quantité comme tabac et alcool, armes, drogues, médicaments, etc.)
- Particularismes locaux (claviers sur les ordinateurs portables, normes de communication des téléphones portables, etc.)
- Problèmes de service après vente (difficulté de communication, coût et délais des retours, etc.)

La loi française sanctionne le premier importateur, en général celui qui le commande, de tout produit contrevenant à la législation en vigueur.
Les comparateurs de prix permettent aussi de concentrer de nombreux commentaires utilisateurs sur les boutiques et produits qu'ils référencent et contribuent ainsi à une meilleure information des consommateurs.
En France, la FEVAD a initié une charte qui a été signée par Éric Besson en juin 2008. Les signataires de cette charte prennent un certain nombre d'engagements pour plus de transparence. Notamment l'affichage de prix TFC systématique (tous frais compris), la publication de conditions de ventes aux marchands et l'engagement de déréférencement des boutiques qui cumulent trop de réclamations. Pour distinguer les comparateurs engagés et les identifier, la FEVAD permet l'apposition d'un logo sur les sites validés. Un audit régulier permet de valider que le comparateur remplit toujours ses obligations de transparence.

## Métamoteurs de recherche
Les métamoteurs de recherche de prix, forment une nouvelle génération de comparateurs de prix qui fondent leurs recherches non plus sur une sélection de boutiques en ligne, mais sur les comparateurs de prix eux-mêmes. Si les temps de réponses des métas comparateurs de prix sont généralement plus longs, on obtient, par leur intermédiaire, des recherches portant sur de nombreuses boutiques simultanément. Des métamoteurs existent maintenant dans les domaines des transports aériens et des séjours et circuits touristiques. Ainsi un métamoteur tel que celui de BilletMoinsCher.com, de Cozycozy ou de Liligo est en mesure de passer en revue des dizaines d'agences en ligne et de comparateurs pour en comparer les prix des vols et des séjours. Depuis quelques années, les comparateurs de transports multimodaux (Kelbillet, Comparabus ou encore SoBus) se développent. Ils permettent de comparer les modes de transport en une seule plateforme : bus, train, covoiturage et avion. Avec l’essor de l'économie collaborative, de nouvelles plateformes apparaissent où des internautes s'entraident pour comparer les prix (CrossShopper (disparue en juin 2020), Dealbuzz), ainsi les comparateurs de prix participatifs se développent. Certains comparateurs de prix comparent désormais les acteurs de l'économie collaborative avec les acteurs traditionnels et dans des secteurs de plus en plus spécifiques[réf. nécessaire].

## Comparateurs de services
Il existe également des sites dont le principe de fonctionnement et de rémunération est le même, mais qui comparent les prix de services immatériels. On retrouve dans cette catégorie les comparateurs d'assurances, comme Assurland ou encore LeLynx.fr, les comparateurs de forfaits ADSL et/ou mobiles comme Zoneadsl.com ou PlanHub, de taux de crédits comme Meilleurtaux.com ou d'offres d'énergie (gaz et électricité) comme Selectra.com, Hello Watt, Papernest, etc. Par exemple, Comparateur-Energie.be permet aux particuliers et aux professionnels de comparer les différentes offres d'électricité et de gaz en Belgique. Contrairement aux comparateurs de produits, ces sites ne peuvent généralement pas comparer les prix d'un pays à l'autre.

## Choix des boutiques référencées
Le référencement des boutiques ainsi que leur classement dans les comparateurs de prix reste de la seule compétence de leurs propriétaires, dans la plupart des cas rémunérés par une commission sur les ventes engendrées par leur intermédiaire.
Il leur est souvent reproché de manquer de transparence et de mettre en avant les boutiques qui les rémunèrent le mieux plutôt que celles qui avantagent le consommateur.
Un usage intensif des comparateurs de prix met rapidement en lumière le manque d'éthique de certains d'entre eux. Cela porte particulièrement sur les points suivants :
- référencement de boutique en ligne accumulant les litiges ;
- commentaires d'utilisateurs non identifiés visant à survaloriser ou à dévaloriser produits et boutiques ;
- absence de toute concertation avec les usagers ;
- mise en ligne de prix sur des produits n'étant pas en stock ;
- erreurs dans les prix mis en ligne ;
- confusion entre prix en dépôt et prix livré ;
- affichage des prix hors taxes alors que la législation impose l'affichage de prix TTC ;
- différence entre les produits référencés et ceux effectivement livrés.

En réaction au manque de transparence, de nouveaux acteurs proposent des services de comparaison de prix basés sur une exploration automatisée des offres disponibles en ligne ou soumises gratuitement par les marchands (Google Shopping par exemple).

## Comparateurs de sites
Au-delà des services de comparateur de prix on voit sur la toile apparaitre de nouveaux genres de site web de comparaison, basés sur des critères non quantifiable, tel que l'expérience utilisateur. Il existe des comparateurs de site de rencontres sur Internet, des comparateurs de sites de recettes de cuisine, des comparateurs de diagnostics immobiliers, etc.